# Frederick Fleet
Frederick Fleet (15 d'octubre de 1887 - 10 de gener de 1965) va ser un mariner i militar britànic que va treballar com a guaita al transatlàntic RMS Titanic. Va sobreviure a la tragèdia després d'albirar l'iceberg fatal que acabaria per enfonsar el vaixell.

## Biografia
Frederick Fleet va néixer a Liverpool, el 1887, mai va conèixer al seu pare i la seva mare el va abandonar en un orfenat quan ella va escapar amb el seu novio cap Springfield, els Estats Units. Fleet va créixer entre nombroses famílies d'acollida fins a complir els 12 anys, quan el seu tutor el va col·locar a la coberta d'un remolcador. El 1903 va ingressar a la marina mercant, servint com a mariner, i aconseguint el lloc de guaita al RMS Oceanic de la White Star Line. A principis de 1912 va ser transferit a l'RMS Titanic exercint la mateixa tasca, juntament amb cinc guaites.

### Servei en elTitanic

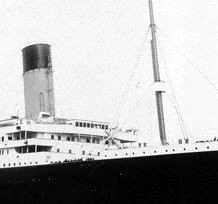
El lloc de guaita des d'on Fleet i el seu company Reginald Lee van albirar l'iceberg, es pot veure al màstil de proa, en aquesta fotografia del Titanic.

Els guaites, sis en total realitzaven torns de 6 hores a causa del fred extrem que s'assolia al lloc de vigilància, situat a la cofa del pal de proa de la nau. El 14 d'abril de 1912, a les 22:00 h, Fleet i el seu company de torn, Reginald Lee van rellevar a la parella de guaites a la cofa, George Symons i Archie Jewell. La travessia s'havia desenvolupat sense incidents fins llavors. Els guaites van transmetre als seus companys les ordres donades pel segon oficial Charles Lightoller, de romandre vigilants davant la probable presència de gel. La nit era tranquil·la i no hi havia lluna, el que dificultava la detecció de icebergs a causa de la falta d'onades a la base i l'absència de llum que permetés veure la reflexió en el gel.
A les 23:38 Fleet va detectar una ombra negra al front de la proa del RMS Titanic, va donar tres campanades d'avís i va prendre l'intèrfon d'emergències per comunicar-se amb el pont. La trucada va ser rebuda pel sisè oficial James Paul Moody, "Iceberg just al davant!", qui immediatament ho va notificar al primer oficial William McMaster Murdoch, que estava a càrrec del comandament i va donar ordres al timoner per evitar la col·lisió. Posteriorment, Fleet va testificar que en aquest moment, d'haver tingut binoculars hauria vist molt abans el iceberg i, per tant, donat l'alarma molt abans.
S'atribueix generalment a un canvi d'última hora en el rang dels oficials del viatge: l'oficial David Blair va ser reemplaçat per Henry Wilde, sense que Blair esmentés abans de marxar on es trobaven els binoculars. S'afirma també que Blair, accidentalment, es va endur amb ell les claus de l'armari on es trobaven els prismàtics. Malgrat les dues investigacions oficials que es van dur a terme després de la tragèdia del Titanic, cap d'elles va aclarir per què als guaites no duien binoculars, tot i que existeixen algunes explicacions, com que els guaites dels vaixells de la White Star Line generalment no els utilitzaven. A més, alguns experts han afirmat que fins i tot utilitzant binoculars, Fleet i Lee no podrien haver albirat l'iceberg a temps donades les condicions d'aquella nit.
Després de la col·lisió, Fleet i Lee van romandre en els seus llocs durant 20 minuts més, i a les 00 h van ser rellevats per Alfred Frank Evans i George Hogg.
El capità Edward Smith havia ordenat la detenció del vaixell i la preparació dels bots salvavides. Fleet va ser un dels membres de la tripulació que va ser assignat per maniobrar un dels bots salvavides, el número 6, el primer bot salvavides a ser descendit a l'aigua.

## Vida personal
Després de l'enfonsament Fleet, així com altres supervivents de la tripulació, van sentir la vergonya de ser supervivents dins de la companyia. Fleet va servir com a guaita al RMS Olympic durant uns mesos i es va retirar de la White Star Line l'agost de 1912.
Va prestar servei per a la Royal Navy durant la Primera Guerra Mundial. Posteriorment, en el període d'entreguerres va treballar en la naviliera Union-Castle Line, encara que tornaria a la White Star Line per servir de nou a bord del RMS Olympic entre 1920 i 1935. El 1936 va començar a treballar en els drassanes Harland and Wolff com a obrer. Va servir també a la Marina durant la Segona Guerra Mundial. Ja entrat en anys i arruïnat econòmicament, es va veure obligat a treballar com a venedor de diaris a Southampton.
El 28 de desembre de 1964, l'esposa de Fleet va morir i Frederick Fleet, als 77 anys, va ser expulsat de la propietat on vivia. Fleet va entrar en una depressió major que el va portar a suïcidar-se per penjament dues setmanes després, el 10 de gener de 1965. La policia va informar que es va tractar d'un suïcidi per depressió.
Després del suïcidi, molts dels supervivents i de les persones properes a ell van començar a comentar que havia estat una gran víctima del Titanic i una víctima expiatòria a la qual van carregar amb totes les culpes moltes vegades, la qual cosa era una responsabilitat que el va portar a viure molt malament, tan emocional com econòmicament.
Molts dels amics i propers a Fleet van dir d'ell que, des de l'enfonsament, havia patit un terrible càrrec de consciència i de culpa per no haver vist l'iceberg abans, una qüestió discutible, ja que la comandància li hauria d'haver lliurat uns binoculars que, en teoria, haurien permès un albirament més d'hora.
Fleet va ser enterrat al cementiri d'indigents a Hollybrook, a Southampton, i fins 1993 la seva làpida va estar descurada, fins que la Societat Històrica del Titanic va donar fons per aixecar plaques en honor de la seva persona.